# دهستان تخت جلگه
دهستان تخت جلگه نام دهستانی در بخش مرکزی شهرستان نیشابور، استان خراسان رضوی در ایران است. براساس سرشماری مرکز آمار ایران در سال ۱۳۸۵، جمعیت آن ۱۳۰۶۳ نفر (۳۳۰۹ خانوار) بوده‌است.